# Devin K. Grayson
Devin K. Grayson, née en 1970, est une scénariste de comics.

## Biographie
Devin K. Grayson naît en 1970 dans une communauté hippie à New Haven dans le Connecticut. Ses parents divorcent deux ans après sa naissance ; sa mère obtient sa garde et déménage à Berkeley en Californie. D'abord attiré par le théâtre, Devin Grayson suit de nombreux cours pour être actrice mais finalement elle décide de se lancer dans une carrière littéraire. Vers 20 ans, elle découvre les comics en regardant la série Batman : the animated series. Appréciant beaucoup le dessin animé elle achète de nombreux comics. Puis, elle ose appeler DC Comics et converse avec Dennis O'Neil, alors responsable éditorial de Batman. Elle envoie des exemples de scénario à Scott Peterson, un autre éditeur de DC et c'est finalement un troisième Darren Vincenzo qui lui propose un travail. Elle scénarise d'abord les aventures de Catwoman puis des comics de Batman (Batman : Gotham Knights), et des Jeunes Titans. Elle crée aussi la série User pour Vertigo . En 2001 elle travaille pour Marvel Comics sur le personnage de Ghost Rider

### DC Comics
- Batman Plus Arsenal #1 (1997)
- Batman Secret Files and Origins #1 (1997)
- The Batman Chronicles #7, 9, 12, 18, 20 (1997, 1997, 1998, 1999, 2000)
- Arsenal #1–4 (1998)
- Catwoman #54–71, 1000000, Annual #4 (1998–1999)
- Batman Annual #22 (1998)
- Superman Adventures #18 (1998)
- Nightwing/Huntress #1–4 (1998)
- Batman 80 Page Giant #1 (1998)
- Batman Villains: Secret Files & Origins #1 (1998)
- JLA/Titans #1–#3 (1998–1999)
- DCU Holiday Bash II, III (1998, 1999)
- The Titans Secret Files #1 (1999)
- The Titans #1–20 (#14 avec Brian K. Vaughan; #13, 17–20 avec Jay Faerber) (1999–2000)
- Detective Comics#731, 741 (1999, 2000)
- Batman#564, 574 (1999, 2000)
- Batman: Legends of the Dark Knight#116, 126, 177–178 (1999, 2000, 2004)
- Shadow of the Bat #84, 92, 94 (1999, 1999, 2000)
- JLA #32 (avec Mark Waid) (1999)
- Nightwing Secret Files #1 (1999)
- Relative Heroes #1–6 (2000)
- Batman: Gotham City Secret Files #1 (2000)
- Batman: Gotham Knights #1–11, 14–18, 20–32 (2000–2002)
- Nightwing #53, 71–100, 107–117, Annual #1 (2001, 2002–2006)
- Batman/Joker: Switch (2003)
- Year One: Batman/Ra's Al Ghul #1–2 (2005)

### DC Comics/Vertigo
- User #1–3 (2001)

### DC Comics/Wildstorm
- Everquest: Transformation (2002)
- Matador #1–6 (2005–2006)

### Dynamite Comics
- Legends of Red Sonja #1 (2013)
- Vampirella; Feary Tales #1 (2014)

### IDW
- Womanthology: Heroic - épisode :  Mook & Me feature (2012)
- Womanthology: Space #4 - épisode : The Smell of Sunshine (2013)
- Teenage Mutant Ninja Turtles: Dimension X #5 (2017)

### Marvel Comics
- Black Widow Vol. 1 #1–3 (1999)
- Black Widow: Break Down #1–3 (avec Greg Rucka, 2001)
- Ghost Rider: The Hammer Lane #1–6 (2001)
- X-Men: Evolution #1–8 (2001–2002)
- Girl Comics #1 (X-Men 2010)
- Power Pack #63 (2017)
- Marvel Rising #0 (2018)
- Marvel Rising: Alpha #1 (2018)

### Romans
- Batman: Rise of Sin Tzu (Publié par Aspect, 2003)
- Smallville: City (Publié par Aspect, 2004)
- DC Universe: Inheritance (Publié par Warner Books, 2006)
- Doctor Strange: The Fate of Dreams (Publié par Marvel Comics, 2016)